# That Certain Woman
That Certain Woman is een film uit 1937 onder regie van Edmund Goulding. De film is een nieuwe verfilming van The Trespasser, een Oscargenomineerde film uit 1929 met Gloria Swanson.

## Verhaal
Mary Donnell trouwde op 16-jarige leeftijd met een gangster, maar werd snel een weduwe. Ze werkt voor Lloyd Rogers, een man die ongelukkig getrouwd is. Ze wordt verliefd op cliënt Jack, maar wanneer zijn vader hierachter komt, doet hij er alles aan dit tegen te houden. Terwijl zij stiekem een kind krijgt, overlijdt de nieuwe vrouw van Jacks vader bij een auto-ongeluk. Ondertussen denkt de vrouw van Rogers dat Mary's kind ook het kind van Rogers is.

## Rolverdeling
| Acteur       | Personage                      |
| ------------ | ------------------------------ |
| Bette Davis  | Mary Donnell/Mrs. Al Haines    |
| Henry Fonda  | Jack V. Merrick, Jr.           |
| Anita Louise | Florence 'Flip' Carson Merrick |
| Ian Hunter   | Lloyd Rogers                   |
| Donald Crisp | Jack V. Merrick Sr.            |
| Mary Philips | Amy                            |